# Campeonato Panamericano de Lucha de 2013
El Campeonato Panamericano de Lucha se celebró en Panamá (Ciudad de Panamá) entre el 5 y el 7 de abril de 2013 bajo la organización de la Federación Panameña de Lucha Asociada, el Instituto Panameño de Deportes (Pandeportes) y el aval de la Federación Panamericana y la Federación Mundial. La sede de los eventos fue el Salón Vasco Núñez de Balboa del Hotel El Panamá.

## Resultados

### Lucha grecorromana masculina
| Evento | Oro                                 | Plata                                 | Bronce                                                                        |
| ------ | ----------------------------------- | ------------------------------------- | ----------------------------------------------------------------------------- |
| 55 kg  | Max Emiliano Nowry Estados Unidos   | Cristian Novas · República Dominicana | Jairo Medina · Venezuela · Alí Soto · México                                  |
| 60 kg  | Ismael Borrero Molina · Cuba        | Diego Romanelli · Brasil              | Jamel Johnson · Estados Unidos · Francisco Encarnación · República Dominicana |
| 66 kg  | Alexander Casal · Cuba              | Manuel Torres · Venezuela             | Jaír Cuero Muñoz · Colombia · Álvaro Hubiera · República Dominicana           |
| 71 kg  | Alexi Bell Caballero · Cuba         | Juan Ángel Escobar · México           | Jacob Fisher Estados Unidos Carlos Wally Puerto Rico                          |
| 84 kg  | Gilberto Piquet Herrera · Cuba      | Alexander Brazón · Venezuela          | Jordan Holm · Estados Unidos · José Arias Paredes · República Dominicana      |
| 96 kg  | Yasmany Lugo Cabrera · Cuba         | Kevin Mejía Honduras                  | Caylor Williams · Estados Unidos · Erwin Caraballo · Venezuela                |
| 120 kg | Ramón García · República Dominicana | Robert Smith Estados Unidos           | Edgardo López · Puerto Rico · Antônio Henriques dos Santos · Brasil           |

### Lucha libre masculina
| Evento | Oro                          | Plata                               | Bronce                                                              |
| ------ | ---------------------------- | ----------------------------------- | ------------------------------------------------------------------- |
| 55 kg  | Mark McKnight Estados Unidos | Juan Ramírez · República Dominicana | Úber Cuero Muñoz · Colombia · Pedro Mejías · Venezuela              |
| 60 kg  | Alejandro Valdés · Cuba      | Luis Portillo · El Salvador         | Brandon Díaz · México · Ibsen Aguilar · Venezuela                   |
| 66 kg  | Franklin Marén · Cuba        | Andrew Headlee Estados Unidos       | Jeffry Ávila · República Dominicana · Hernán Guzmán Ipuz · Colombia |
| 74 kg  | Yunieski Blanco · Cuba       | Cleopas Ncube · Canadá              | Edison Hurtado · Colombia · Nicholas Marable · Estados Unidos       |
| 84 kg  | Phil Keddy Estados Unidos    | Tamerlan Tagziev · Canadá           | Yurieski Torreblanca · Cuba · Juan Martínez · Colombia              |
| 96 kg  | Javier Cortina · Cuba        | Yuri Maier Argentina                | Riley Otto · Canadá · David Zabriskie · Estados Unidos              |
| 120 kg | Zachery Rey Estados Unidos   | Korey Jarvis · Canadá               | Jesse Ruíz · México · Luis Vívenes · Venezuela                      |

### Lucha libre femenina
| Evento | Oro                              | Plata                                 | Bronce                                                     |
| ------ | -------------------------------- | ------------------------------------- | ---------------------------------------------------------- |
| 48 kg  | Thalía Mallqui · Perú            | Natasha Kramble · Canadá              | Jennifer González · Guatemala · Laura Peredo · México      |
| 51 kg  | Jessica MacDonald · Canadá       | Agüis Rivas · Venezuela               | Patricia Bermúdez · Argentina · Idirmis Acea García · Cuba |
| 55 kg  | Sarah Hildebrandt Estados Unidos | Yessica Oviedo · República Dominicana | Alma Valencia · México · Yamilka del Valle · Cuba          |
| 59 kg  | Yaquelin Estornell · Cuba        | Joice da Silva · Brasil               | Yanet Sovero · Perú · Braxton Stone · Canadá               |
| 63 kg  | Justine Bouchard · Canadá        | Katerina Vidiaux · Cuba               | Laís Nunes · Brasil · Jackeline Rentería · Venezuela       |
| 67 kg  | Stacie Anaka · Canadá            | Leydi Izquierdo · Colombia            | Julia Salata · Estados Unidos · Gilda de Oliveira · Brasil |
| 72 kg  | Lisset Hechavarría · Cuba        | Brittany Roberts Estados Unidos       | Erica Wiebe · Canadá · Andrea Olaya · Colombia             |